# سوسن نارنجی
سوسن نارنجی (نام علمی: Lilium bulbiferum) نام یک گونه از سرده گل سوسن است.